# Мунтенія
44°53′ пн. ш. 25°28′ сх. д. / 44.89° пн. ш. 25.47° сх. д.
Мунтенія, Мунтянія (рум. Muntenia, від рум. munteni — горці, munte — гора) — назва східної частини Волощини, розташованої на схід від річки Олт, яка відокремлює її від західної частини Волощини — Олтенії.
За сучасним адміністративним устроєм Мунтенія включає жудці Арджеш, Бреїла, Бухарест, Бузеу, Димбовіца, Ілфов, Прахова, Телеорман, Яломіца, частину повітів Вилча і Олт.
В Україні поширені прізвища вихідців із Мунтенії: Мунтяну, Мунтян, Монтян та інші варіанти.